# Gläserne Schule
Gläserne Schule ist eine Bezeichnung für eine gezielte Suchtprävention, die im Lebensraum Schule ansetzt, um Heranwachsende frühzeitig gegen die Gefahren des Suchtmittelkonsums zu wappnen. Sie besteht aus zwei Teilen:
1. Befragung der Schüler und Lehrer: Daraus resultieren Schul-, Klassenstufen- und Klassenprofile. Auf Grund dieser Informationen ist nun gezielte Prävention möglich.
2. Pädagogischen Maßnahmen, die auf die vorliegende Situation abgestimmt sind.

## Konzept
Das Projekt besteht aus zwei aufeinander aufbauenden Bestandteilen und basiert auf Freiwilligkeit. Als Erstes wird anhand einer Fragebogenaktion unter Lehrern und Schülern eine Istanalyse erstellt. Darauf folgt der zweite Teil, nämlich die gezielte und auf die konkrete Lage abgestimmte Änderung (Intervention). Bei wiederholter Durchführung kann sich ein selbst regulierender und optimierender Regelkreislauf bilden, woraus sich bei langfristiger Durchführung ein Frühwarnsystem entwickeln kann. Aktuelle Entwicklungen können erkannt und auf gesundheitsgefährdendes Verhalten kann frühzeitig pädagogisch eingewirkt werden. Durch die wiederholte Durchführung werden die Maßnahmen evaluiert und ihre Nachhaltigkeit gewährleistet.

### Zusammenarbeit
Insbesondere durch die Zusammenarbeit von Schülern, Eltern und Lehrern mit regionalen Suchtpräventionskräften kann so eine gezielte Prävention stattfinden, die einen wesentlichen Beitrag zur Gesunderhaltung unserer Kinder leisten kann, wobei der Schwerpunkt auf dem Setting Schule liegt. Hilfestellungen und Beratung der Schulen bietet z. B. die KOSS (= Koordinationsstelle Schulische Suchtvorbeugung), die mit Lehrern besetzt ist und so optimal an den Schulen wirken kann. Bezüglich  der Befragung ist das Büro für Statistik der Landesstelle für Suchtfragen Schleswig-Holstein (LSSH) zuständig.

### Prävention
Die im eigentlichen Sinne mit dem Projekt beabsichtigte Präventionsarbeit beginnt innerhalb der Informationsphase, dann nämlich, wenn über die reine Ergebnisdiskussion hinaus Konsequenzen gezogen werden. Solche Konsequenzen können kommunikativer oder struktureller Art sein. Zu den kommunikativen Aktivitäten gehören alle pädagogischen Angebote. Dazu werden im Baustein-Angebot im Kontext der "Gläsernen Schule" eine Reihe von Vorschlägen gemacht. Entsprechend der Situation der einzelnen Klassen und Jahrgänge werden die Schwerpunkte der Themen wechseln. Neben der Auseinandersetzung mit der gesamten Klasse kann es sinnvoll sein, freiwillige Gesprächsangebote (für einzelne Schüler) außerhalb des Unterrichts anzubieten.

## Bestandteile
Bestandteile dieses Gesamtkonzeptes sind ein anonymes wissenschaftliches Erhebungsinstrument, Qualifizierungsangebote für Lehrkräfte und Eltern, Unterrichtsbausteine mit systematischen Themenschwerpunkten und ein flächendeckendes Netzwerk von ausgebildeten Fachkräften (Multiplikatoren), die den Schulen zusätzlich für Projekttage, Informationsveranstaltungen und Elternabende zur Verfügung stehen. Diese Multiplikatoren qualifizieren sich z. B. durch die Fortbildung zur Suchtpräventionskraft der LSSH.

## Entwicklung und Verbreitung
Das Grundkonzept Gläserne Schule wurde 1993 von der damaligen Zentralstelle für Suchtvorbeugung in Kooperation mit der Koordinationsstelle Schulische Suchtvorbeugung (KOSS) und der Alkohol- und Drogenberatung Ratzeburg entwickelt und erprobt. Finanziell unterstützte die AOK Schleswig-Holstein das Projekt. Durch strukturelle Veränderungen liegt das Projekt Gläserne Schule mittlerweile in der gemeinsamen Trägerschaft der Landesstelle für Suchtfragen Schleswig-Holstein (LSSH) sowie der Koordinationsstelle schulische Suchtvorbeugung (KOSS). Seit 1998 findet die Gläserne Schule zusätzlich in Brandenburg, Sachsen und Mecklenburg-Vorpommern Anwendung. Des Weiteren hat sich eine europäische Zusammenarbeit entwickelt. Neben verschiedenen EU-weiten Forschungsprojekten hat sich die Gläserne Schule in Süd-Tirol etabliert.

## Wirksamkeit
In einem EU-Forschungsprojekt wurde die Gläserne Schule vom Zentrum für Interdisziplinäre Suchtforschung (ISD) extern wissenschaftlich evaluiert und in ihrer Wirksamkeit, insbesondere für den Baustein „initiierte Abstinenz - lernen durch Verzicht“, bestätigt. Empirisch evaluiert sind auch andere Präventionsbausteine dieses Projekts, jedoch nicht so umfangreich wie der oben angeführte. Grundsätzlich wird eine valide Evaluation für alle Bestandteile angestrebt.

## Einzelnachweis
1. ↑    siehe Raschke, Peter/Kalke, Jens: Lernen durch Verzicht. Konzept und Wirkungen des suchtpräventiven Unterrichtsprogramms „Gläserne Schule“, Schneider Verlag Hohengehren: Baltmannsweiler 2002